# باول راموس
باول راموس (بالإسبانية: Paul Ramos)‏ هو لاعب كرة قدم أرجنتيني، ولد في 22 مايو 1990 في قرطبة في الأرجنتين، وتوفي في 17 فبراير 2019 بسبب حادث مرور. لعب مع Racing de Córdoba ‏.

## وصلات خارجية
- باول راموس على موقع قاعدة بيانات كرة القدم.إي يو (الإنجليزية)
- باول راموس على موقع Soccerway.com (الإنجليزية)